# کوچولوی خوش‌شانس
کوچولوی خوش‌شانس فیلمی به کارگردانی بابک نوری و نویسندگی سینا سعیدوزیری محصول سال ۱۳۸۳ است.

## بازیگران
- عاطفه نوری
- رامتین خداپناهی
- حسین شهاب
- گیتی معینی
- مهوش وقاری
- رضا بنفشه‌خواه
- محمود مقامی
- ملکه رنجبر
- ضیاء شجاعی‌مهر
- زویا امامی
- محمود بنفشه‌خواه
- اسداله یکتا
- رامش صفایی
- زیبا کاویانی
- صفر کشکولی
- پژمان علیپور
- جعفر بزرگی
- صدیقه کیانفر
- رحمت‌الله تاتار
- محرم بسیم
- غلامرضا اصانلو
- علی نشاط
- محمود عظیمی
- هانی هاشمی
- بابک تانیش
- پژمان محقق
- حسین نورعلیشاهی
- یوسف پشندی
- باربد نوری